# Commanderie de Gelucourt
La commanderie de Gelucourt était une commanderie située à Gelucourt dans le département de la Moselle.

## Description
À quelques kilomètres de l’étang de Lindre, entre Dieuze et Maizières-lès-Vic, Gélucourt est installé dans un petit vallon où s’écoule le ruisseau de Videlange dont les eaux se perdent dans un petit étang. Près de la digue, un groupe de quelques maisons porte encore le nom de « la Commanderie ». La « chapelle des Templiers » dresse modestement un clocheton incongru qui rappelle davantage les églises baroques de Bohème que les austères chapelles élevées par les ordres militaires depuis le XIIIe siècle.
C’est que cette « chapelle de Templiers » ne doit que son nom à ces chevaliers, et le site où elle est implantée. Le paysage a changé depuis leur disparition et l'apparition des Hospitaliers : l’étang au bord duquel elle sommeille est une réalisation du début du XVIe siècle. Des travaux récents ont rendu à cette chapelle un peu de l’aspect qu’elle avait au XVIIIe siècle.
La nef a disparu et il ne reste que le chœur ouvert sur l’extérieur par un arc triomphal en ogive. La partie gauche est soutenue par un épais contrefort dont la racine monte jusqu’au sommet du mur. Le mur méridional, appuyé à la maison moderne qui a succédé au logis du commandeur, est percé d’une fenêtre aveugle en plein cintre. Le mur gauche est éclairé par une fenêtre identique sous laquelle court, à l’extérieur, un cordon peu marqué. Les deux fenêtres ne se font pas face. Une grille ferme la chapelle, laissant apercevoir un autel baroque en bois doré très délabré. À gauche de l’entrée, à l’intérieur, une pierre tombale est dressée contre le mur, portant une inscription funéraire : « Frère Barthélémy Oriesme, vivant religieux de l’ordre de Saint-Jean de Jérusalem, Commandeur de Gélucourt, qui décéda le 21 décembre 1628 ». De part et d’autre de la porte, subsistent deux colonnes adossées portant des chapiteaux à feuillages très englués de peinture et supportant les bases des arcs formerets et de la croisée d'ogives. La voûte a disparu et la charpente du toit repose sur les murs. Des éléments gothiques ont été réutilisés lors des différentes reconstructions de la chapelle.

## Histoire

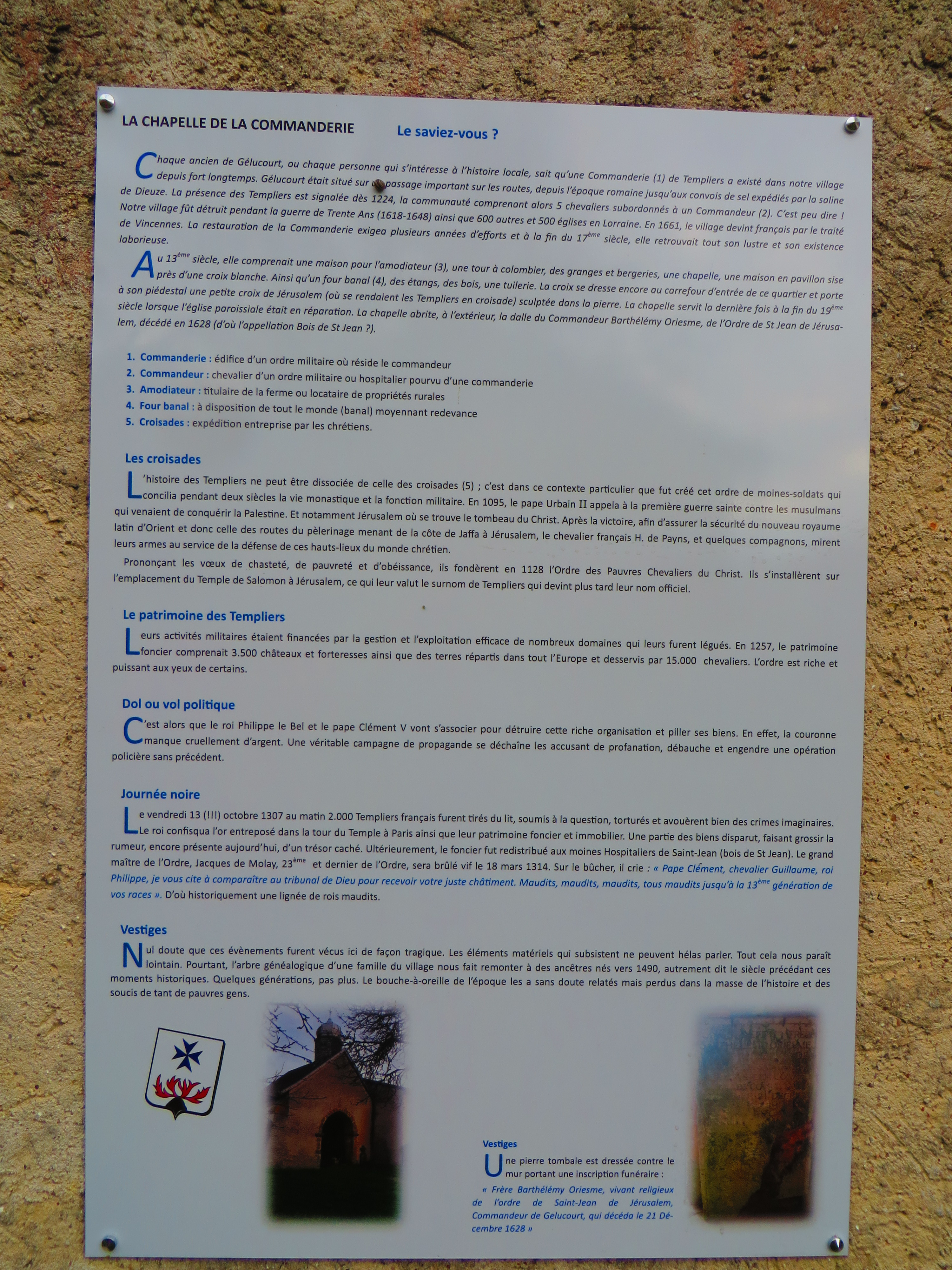
Histoire de la commanderie de Gelucourt

Avant de devenir commanderie de l’ordre du Temple, Gélucourt fut d’abord une grange de la commanderie templière de Vic-sur-Seille jusqu’en 1264. Enfin, en 1312, elle devint commanderie hospitalière des Hospitaliers de l’ordre de Saint-Jean de Jérusalem, appelés plus tard chevaliers de Rhodes, puis chevaliers de Malte.

### AuXIIIesiècle
- Vic était une ville très ancienne, antérieure au VIIIe siècle. Les souvenirs de l’Antiquité y sont fréquents.
- 1212 : l’évêque Bertram y fit construire un château. Son successeur l’évêque Conrad de Scharfenberg (1212-1224) l’entoura de remparts.
- La commanderie templière de Vic : sa date de fondation est inconnue ; l’acte le plus ancien en notre possession est de 1218 (accord avec l’abbaye des Prémontrés de Salival sous l’égide du maître des Templiers de Lorraine, Ponce de Villam)[1].
- Cette commanderie soutint de nombreux conflits ; les salines de Vic étaient très convoitées tant par les évêques de Metz que par le duc de Lorraine et d’autres établissements religieux.
- La commanderie de Vic avait une grange à Haraucourt-sur-Seille et une autre à Gélucourt dont on ignore les dates de fondation. Elle possédait des vignes, des jardins, des rentes sur le moulin de l’évêque et des biens à Marsal.
- Les salines de Vic étaient très anciennes, l’abbaye de Gorze y avait reçu un poële à sel dès la fin du Xe siècle, et vers 1034, l’abbaye Saint-Rémy de Lunéville y avait une « chaudière ». Aux XIIe et XIIIe siècles, de nombreux monastères y avaient des intérêts.
- 1234 : l’évêque Jean Ier d'Apremont transféra à Vic la principauté épiscopale de Metz, lorsque les bourgeois de Metz se proclamèrent république patricienne. Les salines de Vic fournissaient à l’évêque d’importants revenus. Marsal eut des salines à la même époque que Vic. Jacques de Lorraine, évêque de Metz (1239-1260) fit entourer Marsal de remparts pour protéger les salines. Aux XIIe et XIIIe siècles, les ducs de Lorraine et les évêques de Metz se disputaient les salines de Marsal.
- 1242 :  l’évêque Jacques de Lorraine, ordonna au maire de Vic de rendre aux Templiers de Vic une terre et 40 sous de rente sur le moulin épiscopal de Vic.
- 1264 : l’importance des biens des Templiers à Vic ne justifiaient probablement pas de s’accrocher à des biens dans une région très convoitée ; pour mettre fin aux conflits avec Salival et l’évêque de Metz, les Templiers, représentés par le maître de Lorraine, Gautier de Villers, vendirent leurs biens de Vic et de Marsal à Guillaume de Traînel, évêque de Metz . Le prix de la vente devait être pris sur la recette du moulin épiscopal de Vic pendant 10 ans, à raison de 40 sous messins par an (soit 400 sous au total, c'est-à-dire 20 £). Gélucourt devint commanderie et la grange de Haraucourt lui fut rattachée.
- 11 décembre 1273 : le maire et les échevins de Marsal donnèrent au duc Ferry III de Lorraine les revenus de Marsal et  les droits qu’ils possédaient entre autres sur la grange du Temple à Haraucourt et à Gélucourt. Les biens des Templiers furent donc placés sous la protection du duc de Lorraine.
- 1274 : Le maire et les échevins de Vic cédèrent au duc les droits qu’ils avaient encore sur les maisons du Temple de Gélucourt et de Haraucourt. La commanderie de Gélucourt fut donc entièrement sous la protection du duc Ferry III.
- La commanderie de Gélucourt à la fin du XIIIe siècle : des bâtiments agricoles entourant une cour centrale ouverte, avec une chapelle accolée au logis du commandeur. Ses activités : la vigne et la culture . Revenus : le moulin de Gélucourt et des droits seigneuriaux (four, pressoir…) Exploitation des terres en faire-valoir direct.
- avril 1289 : frère Jean des Mares, maître des Templiers de Lorraine, s’engagea à verser au chapitre de Dieulouard 1 muid de vin sur les 17 obtenus dans une vigne sise à Gélucourt.
- 5 janvier 1306 : frère Louis, commandeur de Gélucourt est témoin dans une charte du frère Domange, maître de la baillie de Lorraine, relative à un don fait aux Templiers et à une prébende qu'il accorde[2].
- 13 octobre 1307 : les Templiers sont arrêtés dans le royaume de France. Commence le procès qui mène à la suppression de l’Ordre. Le duc de Lorraine et le comte de Bar restèrent dans une sage réserve, ne faisant rien contre l’Ordre ni contre le roi, mais nous ne possédons aucun ordre d’arrestation émanant de ces seigneurs. Nous savons que le roi agit en Lorraine, puisqu’il avait placé les trois-Évêchés lorrains sous l’autorité du chevalier Henri de Clacy, délégué du roi pour l’affaire du Temple dans le bailliage de Chaumont ; cela n’avait pu se faire sans l’assentiment du duc et du comte de Bar. Cette mise en place était antérieure à l’arrestation des Templiers puisque dès le 28 octobre, soit 15 jours après l’arrestation des Templiers en France, Radulphe de Ligny, inquisiteur dans les trois évêchés lorrains, rendit compte au roi de l’interrogatoire auquel il avait procédé de deux templiers et d’un chapelain allemands.
- 1312 : le concile de Vienne supprima l’ordre du Temple. Le 2 mai 1312, une lettre du Pape Clément V aux évêques de Metz et de Toul et au chapitre de l’archevêché de Trêves, fit part de sa décision de remettre les biens du Temple à l’ordre des Hospitaliers de Saint-Jean de Jérusalem. On ne sait qui administra les biens du Temple en Lorraine entre l’arrestation des Templiers et la prise de possession par les Hospitaliers, il est probable qu’ils furent confiés à des représentants du duc de Lorraine et du comte de Bar. La dévolution des biens du Temple semble s’être faite sans difficulté.

### DuXIVesiècleauXVIIIesiècle
- Au XIVe siècle, l’évêque de Metz Renaud de Bar (1302-1316) obtint le contrôle des salines de Marsal, Vic et Moyenvic. Mais il y eut encore de nombreux conflits pour contrôler ces salines.
- 1317 : le grand prieuré de France de l’ordre de Saint-Jean fut démembré par la création du grand prieuré d'Aquitaine et de Champagne pour faciliter la gestion des nouveaux biens acquis des Templiers. La Lorraine fit partie du Prieuré de Champagne dont le siège est à Voulaines.
- en passant aux mains des Hospitaliers, la commanderie de Gélucourt, comme toutes les anciennes commanderies templières, changea de mode de gestion : les Templiers pratiquaient le faire-valoir direct, ce qui n’était plus possible pour les Hospitaliers qui, sans augmentation de personnel, devaient gérer trois fois plus de domaines alors qu’ils avaient besoin de tous les chevaliers à Rhodes où ils entreprenaient de se fixer face à l’Islam. Tous les biens de l’ordre de Saint-Jean furent regroupés et attribués comme suit :
  - Metz devint « chambre magistrale », à la discrétion du grand maître ;
  - La « Lorraine » (formée de St-Jean du Vieil-Aître de Nancy, Libdeau, Norroy, Robécourt et Xugney) devint « Chambre prieurale », à la disposition du prieur de Champagne ;
  - Marbotte et La Warge à Heippes furent attribuées à des chevaliers ;
  - Gélucourt le fut aux sergents et aux chapelains à partir de 1462. Le premier commandeur après cette réforme fut frère Didier Grognet.
  - La maison de Gélucourt devint le chef-lieu d’une commanderie dont les possessions étaient dispersées en Lorraine essentiellement dans deux régions:
  - dans le Saulnois : la grange de Haraucourt-sur-Seille, des fermes à Vic-sur-Seille et à Coutures, des domaines à Neuchère[3], Ackerbach[4] et Xousse[5] ; des dîmes et des intérêts dans les salines de Dieuze.
  - dans la région de Verdun-Étain, l’ancienne commanderie de Warcq[6] et ses dépendances : des immeubles à Etain, la ferme de Saint-Jean-de-Ramée[7], la commanderie Saint-Urbain-du-Pavé à Verdun[8], la commanderie de la Warge à Heippes[9] avec le prieuré de Flabas[10] et divers biens à Aix[11] et Gouraincourt[12].

- Au XVIe siècle, la commanderie de Gélucourt était un ensemble composé d’une chapelle, de bâtiments agricoles et d’une tuilerie à proximité d’un étang permettant la pisciculture. (1501 : lettre patente du duc René II de Lorraine autorisant la construction d’un étang à Gélucourt)
- Ce siècle fut difficile pour la commanderie : située près de Marsal, forteresse ducale, et de Vic, siège du bailliage seigneurial de l’évêque de Metz, elle fut victime des bandes de soldats et des reîtres qui terrorisaient la Lorraine.
- En 1552, l’évêché de Metz fut rattaché au royaume de France et le roi de France Henri II (1547-1559) fit occuper Marsal à partir de 1553 jusqu’en 1593, date à laquelle il dut céder Marsal au duc Charles III de Lorraine. Celui-ci fit fortifier la ville en 1620.
- 1568 : M. Languet, commandeur de Gélucourt.
- 1577-1582 : Guillaume Sylvestre, commandeur de Gélucourt.
- En 1591, une visite des envoyés du Prieur de Champagne, constata le mauvais état de la commanderie : la chapelle menaçait ruine et les ornements liturgiques étaient « gâtés ». Le toit et les murs du logis du commandeur étaient presque en ruines. Les meubles avaient disparu : il ne restait qu’un châlit et un coffre. Les dépendances ne valaient pas mieux : le toit du four banal était à refaire et la tuilerie était en très mauvais état. Les autres biens de la commanderie étaient également en très mauvais état : - le moulin de Gélucourt ; - la maison de Gouraincourt avait été abîmée par les gens de guerre ; - à Verdun, Saint-Urbain du Pavé, la maison et la chapelle étaient en très mauvais état ; - de même en était-il de Heippes et la Warge où des soldats se trouvaient dans les environs.
- Dès 1593, le nouveau commandeur Jean de Marey commença des améliorissements[13] qui furent constatés le 14 mai 1601 par deux commissaires : frères Nicolas Camus, commandeur des Nouveaux[14], et Antoine Gresson, commandeur de Saint-Amand[15] : - la chapelle avait été rétablie, dotée d’une cloche et d’un reliquaire, de nouveaux ornements, d’un calice et d’un missel ; la messe y était dite tous les vendredis par Claude Adam, curé de Gélucourt. - la grande muraille avait été refaite, le logis rétabli et les cheminées remontées ; - la toiture et les planchers du vieux logis avaient été restaurés ; - la toiture et les portes des granges étaient neuves ; - une écurie avait été refaite à neuf pour les chevaux, ainsi que le four banal ; un grand pressoir avait été construit au village ; - de nombreux droits avaient été retrouvés.
- 1607 : Jean-François de Faulquier-Chauvirey, commandeur de Gélucourt.
- 1628 : décès à Gélucourt du commandeur Barthélémy Oriesme, inhumé dans le cimetière de la commanderie.
- La guerre se rapprocha de Gélucourt en 1630 : une armée impériale de 2 700 hommes, commandée par Hannibal de Schaumbourg[16] s’empara de Vic et de Moyenvic qui furent reprises par les troupes de Louis XIII dès l’année suivante. Ce fut probablement vers 1630 que la chapelle de Gélucourt fut détruite entièrement, ainsi que la commanderie.
- En 1655, le commandeur Charles Barisien de Marne fit des améliorissements.
- La Lorraine entrait dans une longue période de troubles : le 7 janvier 1661, le Roi Louis XIII s’empara de Marsal qui fut cédée à la France pour l’établissement de la route de Metz vers l’Alsace. Gélucourt devint également française. Le 2 mai 1663, Marsal fut rendue au duc de Lorraine Charles IV (1625-1675). Mais le 2 septembre 1663, Louis XIV s’empara de Marsal et fit fortifier la ville par Vauban (il fit fermer les salines en 1699). Ces évènements furent dramatiques : pillages, incendies, massacres se succédèrent.
- Malgré les événements, le commandeur Emmanuel de Sanzey fit encore des améliorissements que releva, le 21 mai 1672, la commission composée par frère Jean du Hamel, commandeur de Valleurs, et frère Charles de Baudier, commandeur de Marbotte.
- le 8 novembre 1676, frère Emmanuel de Sanzey, commandeur de Braux et ancien commandeur de Gélucourt, prit possession de la commanderie de Gélucourt au nom de frère Théodore Florin, en présence du chevalier de Baudier, commandeur de Marbotte qui approuva.
- le 7 décembre 1678, le commandeur Théodore Florin et le chevalier de Baudier, commandeur de Marbotte, certifient que la commanderie de Gélucourt a été ruinée par le passage des gens de guerre : les lieux sont abandonnés et le moulin ne moud plus. Tous les bâtiments sont détruits ainsi que la chapelle.
- 1682 : Pour se consacrer aux réparations de Gélucourt et s’assurer des revenus réguliers, le commandeur Théodore Florin loua à un bourgeois de Metz, le sieur François Jacques, tous les revenus de la commanderie pour la somme de 1 650 £ et entreprit des réparations à Gélucourt. La commanderie était dans un tel état qu’il fut demandé aux principaux habitants du village de certifier, le 3 mars 1682, qu’il y avait eu un enclos dans la commanderie de Gélucourt, et qu’il avait été détruit par la guerre ainsi que la chapelle qui s’y trouvait. Le même jour, le maire de Gélucourt, à la demande de l’amodiateur de la commanderie y résidant, François Chomel, atteste qu’il y avait une chapelle contiguë au corps de logis de la commanderie et que cette chapelle avait été détruite « de fond en comble » depuis quarante-cinq ans et plus.
- une visite des travaux entrepris par le commandeur Théodore Florin fut faite par le prieur de Champagne, le Bailli de Fresnoy, assisté par frère Jacques Debray, religieux conventuel, et un rapport envoyé au commandeur Florin le 5 août 1687.
- Novembre 1700 : « Inventaire des ornements fournis par Claude Languet, Commandeur de Gélucourt, pour la desserte de la chapelle Saint-Jean-Baptiste qu’il a fait construire en neuf dans la cour de la Commanderie sur les anciens vestiges de celle qui y était environ 70 ans, entièrement ruinée comme le bâtiment de Messieurs les Commandeurs ».

En prenant possession de la Commanderie, il avait appris qu’il y avait eu une chapelle, et il avait décidé de la reconstruire.
« Il a construit à neuf de maçonnerie à chaux et sable la meilleure partie de la chapelle, couverte à neuf de tuiles plates avec une charpente très propre, qu’elle peut avoir en carré environ 18 à 19 pieds, qu’au pignon de l’orient il y a une niche de pierres de taille à laquelle est suspendue une cloche de métal du poids de 66 livres avec son battant dont ledit sieur commandeur a fait la bénédiction en conséquence de la permission qu’il a eu de l’Illustrissime Monsieur le Grand Prieur… Que les murs sont crépis par le dehors de toutes parts et le dedans blanchis et enduits de plâtre d’une manière très propre ; Qu’il règne d’un bout à l’autre un lambris de menuiserie de sapin tout neuf avec plusieurs moulures très propres ; Que l’autel est de pierre, appuyé contre le mur de l’orient sur lequel pose un tableau où est la représentation de Saint-Jean-Baptiste et de plusieurs autres saints; iceluy a corniche de menuiserie de bois noirci sous lequel est un gradin de bois de chêne de deux marches de menuiserie toutes neuves faites par ledit sieur commandeur comme aussi le cadre pour le pardevant de l’autel et le machepied ».
Suit l’énumération des ornements déposés par le commandeur Claude Languet : un marbre consacré de 18 pouces incrusté dans la pierre de l’autel, calice et patène en argent, missel et burettes, boite à hosties, chasuble, manipules, voile de calice et corporal ; une croix en noyer, 5 vases pour mettre des fleurs, et 2 petits tableaux. Des vitres ont été posées aux fenêtres. Cet inventaire est signé par le Chevalier Godet de Soudé, commandeur du Petit-Saint-Jean de Metz, et par Claude Gresson, fermier de la commanderie.
- en juillet 1701, une commission vient inspecter les améliorissements faits par le Commandeur Claude Languet. Elle se compose du chevalier de Crainville, du chevalier de Montecler, du chevalier de Clugny et du Commandeur Alphonse Loppin. Elle note que frère Claude Languet a fait une dépense considérable et qu’il a recouvré de nombreux droits qui avaient été abandonnés depuis fort longtemps ; qu’il devra encore faire des réparations au moulin de Guéblange ainsi que l’ont ordonné les visiteurs envoyés par le prieur ; qu’il devra encore remettre en l’état l’étang Saint-Jean après les pêches et remettre les archives de la commanderie à Voulaine, siège du grand prieuré de Champagne.
- le logis du commandeur fut terminé en 1707 par le Commandeur Edme Jurain.
- la tuilerie fut réparée en 1727 par le commandeur Charles Jacquot des Tournelles.
- 1736-1743 : commandeur Alphonse Loppin, aumônier du grand maître. Il fut Instructeur des Pages du grand maître Marc'Antonio Zondadari (1720-1722) et mourut le 26 octobre 1751[17] presque nonagénaire. Inhumé dans la cathédrale de La Valette, à Malte[18]
- 1752 : Simon Febvre[19], chancelier de l’Ordre au grand prieuré de Champagne ; commandeur de Gélucourt.
- le terrier de 1756 montre la commanderie de Gélucourt restaurée tant dans ses bâtiments que dans ses droits. Mais relève également de nombreux abus commis par les habitants de Gélucourt dans les forêts.
- 1776-1777 : César-Louis Liegeault[20], chapelain, servant d'armes, commandeur de Gélucourt.
- 1778-1786 : Pierre-Paul Carmin-Grech, chapelain (prêtre), (appelé parfois Paul-Carmel Greische), prieur de Riselé, secrétaire du grand maître, résidant à Gélucourt; décédé le 19 avril 1789[21]. Né le 14 juin 1736, reçu dans l’Ordre le 1er novembre 1759 (25 ans). Originaire de Malte.
- 1789 : Nicolas-Louis de La Motte, chapelain, prieur de Saint-Nicolas-en-la-Vigne ; résidait à Reims ; il participa aux réunions de la noblesse à Sarrebourg lors de la rédaction des cahiers de doléances.